# Rolf Rau

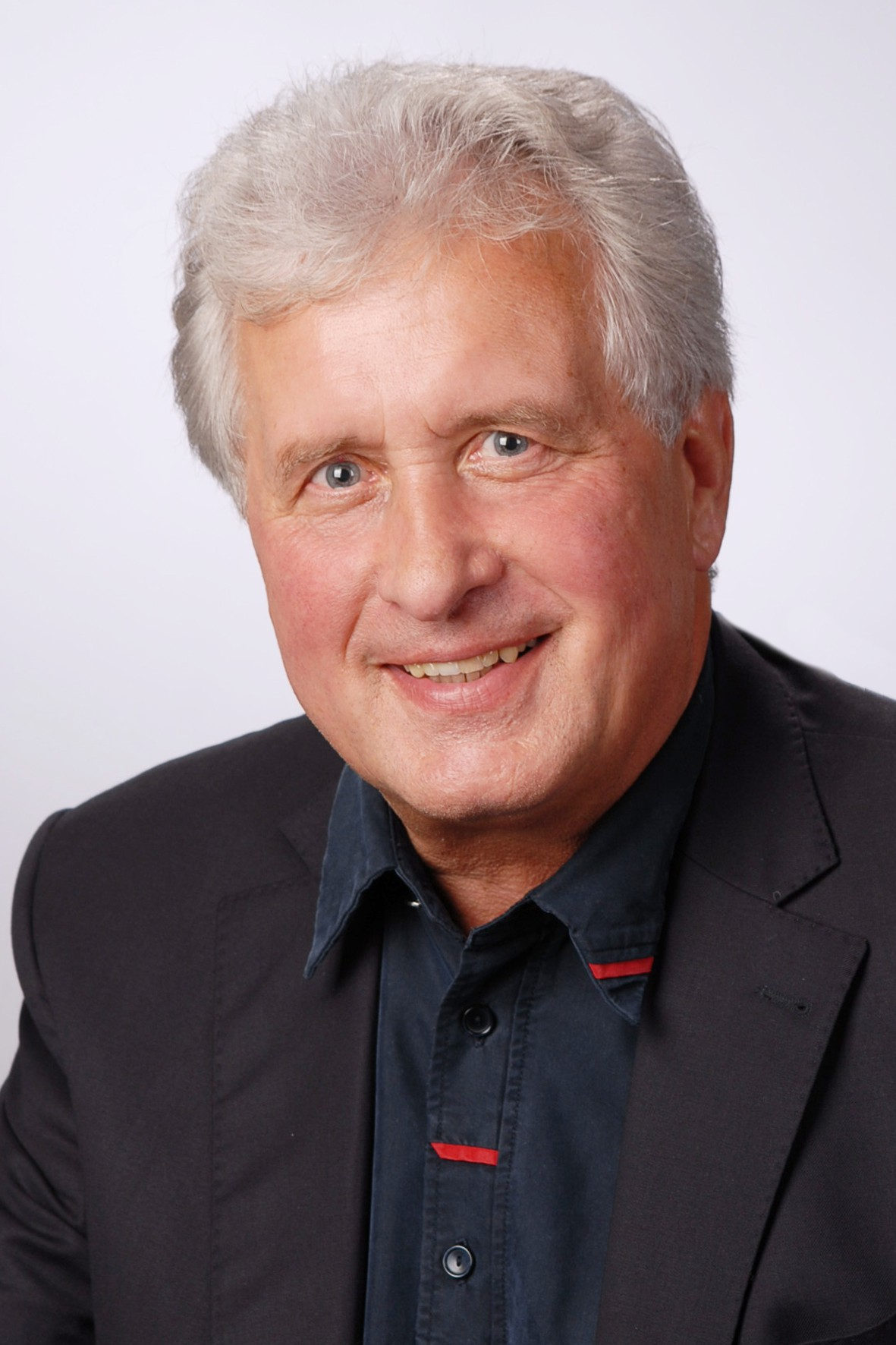
Rolf Rau (2011)

Rolf Rau (* 20. September 1944 in Zweenfurth) ist ein ehemaliger deutscher Politiker (CDU).
Nachdem er an der Allgemeinbildenden Polytechnischen Schule in Borsdorf die mittlere Reife erreichen konnte, machte Rau in der Bauunion Leipzig eine Lehrausbildung zum Facharbeiter Hochbaumonteur, welche er mit dem Abitur abschloss. An der Ingenieurschule für Bauwesen in Leipzig machte er 1967 den Abschluss als Bauingenieur. Daraufhin war er drei Jahre lang Bauleiter im Wohnungsbaukombinat Leipzig.
1976 trat Rau der CDU bei. 1989 wurde er Bezirksvorsitzender der CDU Leipzig. Bei der Volkskammerwahl 1990 gelang ihm der Einzug in die Volkskammer, in der bis zur Auflösung saß. Am 3. Oktober wurde er Mitglied des Deutschen Bundestages. Bei den Bundestagswahlen 1990 und 1994 konnte er sein Mandat bestätigen, beide Male vertrat er den Wahlkreis Bundestagswahlkreis Leipzig-Land – Borna – Geithain als direkt gewählter Abgeordneter.